# Arfang Sarr-Crao
Arfang Sarr-Crao est originaire de Simal, un village insulaire situé dans le royaume d'enfance de Léopold Sédar Senghor. Réalisateur de plusieurs films et promoteur de la maison de production cinéma audiovisuelle Cinemadiamix, il est notamment le chef du département des technologies de l'information et de la communication de l'Isep-Thiès en même temps responsable de la filière Production Cinématographique et Audiovisuelle de l'Isep-Thiès.

## Biographie

### Enfance et formation
Arfang Sarr-Cao est né en 1973 au Sénégal. Titulaire d'un diplôme en mathématiques, physique-chimie et sciences naturelles, il étudie les techniques de production de l'image contemporaine et les techniques picturales et vidéographiques.

### Carrière
Arfang Sarr-Cao entame sa carrière par l'écriture de nouvelles et de la poésie. Il publie son premier recueil Litanie pour les cheveux de Fadima en 2006. Il entre dans le cinéma et devient réalisateur à la suite d'une formation au Sénégal et à Genève avec la Télévision Suisse Romande. Il est le chargé de communication du Groupe Sénégalais d'Action et de Réflexion sur l'Audiovisuel et le créateur et administrateur du groupe Facebook CinéSénégal qui porte sur les films de la nouvelle génération et le cinéma numérique. Il est aussi le promoteur de Cinemadiamix, une maison de production cinéma audiovisuelle.
Arfang Sarr-Cao mélange dans ses réalisations différents genres et outils de création en associant le cinéma, les arts plastiques, la photographie et la littérature. Il est l'auteur de plusieurs films documentaires, fictions et vidéo installation. Il aide aussi les jeunes de la banlieue[Où ?] et des villages reculés du Sénégal à accéder aux techniques de l'information et à la connaissance à travers le Mouvement des Passeurs culturels.
En tant que plasticien autodidacte, il participe à plusieurs biennales Dak'Art, aux expositions au Sénégal et à l'étranger.

## Filmographies

### Documentaires
- Art Manifest ou le rêve de la jeune peinture sénégalaise, 2004[4]
- Dakar une syntaxe urbaine, 2008[5]
- L'Infini chez soi, 2008[2]

### Fictions
- Histoires de Sowanna, 2008-2009[6]
- Turgescences (court-métrage de fiction sur le SIDA), 2010[2]

### Vidéo installation
- La Boutique des ONG, 2005[2]

## Poésies
- Arfang Sarr-Crao, Litanie pour les cheveux de Fadima, Éditions Feu de brousse, 2006 (ISBN 2-911673-39-5 et 978-2-911673-39-9, OCLC 82367082, lire en ligne)

## Distinctions
- Grand Prix Birago Diop de poésie, Litanie pour les cheveux de Fadima, 2004[7]